# باتريك إتش إروين
باتريك إتش إروين (بالإنجليزية: Patrick H. Irwin)‏ هو مهندس مدني ومهندس أمريكي، ولد في 1837، وتوفي في 1908.